# Daitō-ryū Aiki-jūjutsu
Daitō-ryū Aiki-jūjutsu (大東流合気柔術) (大東流合気柔術), oprindeligt kendt som Daitō-ryū Jujutsu (大東流柔術 Daitō-ryū Jūjutsu) (大東流柔術 Daitō-ryū Jūjutsu), er en japansk kampkunst , der først blev kendt i begyndelsen af det 20. århundrede under Takeda Sōkakus ledelse. Takeda havde en omfattende uddannelse inden for flere former for kampkunst (herunder Kashima Shinden Jikishinkage-ryū og sumo-brydning), og omtalte den stil, han underviste i, som "Daitō-ryū" ("Den store østlige Skole"). Selv om skolens overleveringer beskriver den som knap tusind år gammel, er der ingen kendte, bevarede optegnelser om ryū'en før Takeda. Uanset om man betragter Takeda som den første formidler af kunsten i moderne tid eller dens egentlige grundlægger, begynder den offentligt kendte del af Daitō-ryūs historie med ham. Takedas mest kendte elev var Morihei Ueshiba, grundlæggeren af aikido.

## Historie
Daitō-ryū siges at strække sig ca. 900 år tilbage i tiden og være udviklet af Shinra Saburō Minamoto no Yoshimitsu (新羅 三郎 源 義光, 1045–1127), der var samurai hos Minamoto-klanen og medlem af Seiwa Genji (den gren af Minamoto-familien, der nedstammer fra den 56. kejser i Japan, Kejser Seiwa). Daitō-ryū er opkaldt efter det palæ, hvor Yoshimitsu boede som barn - "Daitō" (大東), som lå i Ōmi-provinsen (det moderne Shiga-præfektur). Ifølge overleveringen dissekerede Yoshimitsu mænd, der var blevet dræbt i kamp, for at studere deres anatomi med henblik på at udvikle teknikker inden for disciplinerne ledlåse og slag mod vitale punkter (kyūsho-jutsu).
Yoshimitsu havde tidligere studeret den våbenløse kampkunst tegoi, en forfader til den japanske nationalsport sumo, og tilføjede derefter, hvad han kom frem til under sine studier, til denne kunst. Han slog sig til sidst ned i Kai-provinsen (det moderne Yamanashi-præfektur), og videregav, hvad han havde mestret, til sin familie. Sidenhen valgte Yoshimitsus oldebarn Nobuyoshi efternavnet "Takeda" ("Slagmark"), som er slægtens navn den dag i dag. Takeda-familien forblev i Kai-provinsen indtil Takeda Shingens (武田 信玄, 1521-1573) tid. Shingen modsatte sig Tokugawa Ieyasus og Oda Nobunagas indsats for at samle og dominere hele Japan. Efter Shingens, og hans arving Takeda Katsuyoris (武田 勝頼, 1546-1582), død flyttede Takeda-familien  til Aizu (et område, der udgør den vestlige tredjedel af det moderne Fukushima-præfektur).
Selvom disse begivenheder førte til, at Takeda-familien mistede noget af sin magt og indflydelse, forblev den fortsat en del af den herskende klasse i Japan. Flytningen til Aizu og de efterfølgende begivenheder fik stor betydning for det, der endte med at manifestere sig som Daitō-ryū Aiki-jūjutsu i det 19. århundrede. Én vigtig begivenhed var, at Tokugawa Ieyasu's barnebarn, Komatsumaru (1611-1673), blev adopteret af Takeda Kenshoin (fjerde datter af Takeda Shingen). Komatsumaru helligede sig studiet af Takeda-familiens kampkunst, og han blev efterfølgende adopteret af Hoshina Masamitsu. Komatsumaru ændrede sit navn til Hoshina Masayuki (保科 正之), og i 1644 blev han udnævnt til guvernør i Aizu. Som guvernør forordnede han, at alle efterfølgende herskere i Aizu skulle fordybe sig i Ono-ha Ittō-ryū (som han selv havde tilegnet sig), samt oshiki-uchi, en kampkunst, som han udviklede til shogunens rådgivere og samuraier, og som var skræddersyet til de fysiske rammer i et palads. Disse kampsystemer blev inkorporeret i og efterhånden smeltet sammen med Takeda-familiens eksisterende kampkunst.
Ifølge Daitō-ryūs overleveringer var det disse kampkunstformer, som Takeda Sokaku begyndte at formidle også til ikke-medlemmer af familien i slutningen af det 19. århundrede. Takeda havde desuden trænet kenjutsu (sværdfægtning) og lansefægtning med sin far, Takeda Sokichi. Endvidere havde han lært Kashima Shinden Jikishinkage-ryū som uchi-deshi (elev, der bor hos sin mester som en søn af huset) hos den berømte sværdfægtemester Sakakibara Kenkichi. I løbet af sit liv rejste Sokaku meget omkring for at nå sit mål om at bevare sin families kamptraditioner ved at sprede Daitō-ryū over hele Japan.
Takeda Sokakus tredje søn, Takeda Tokimune (武田 時宗 Takeda Tokimune, 1916–1993), blev overhoved for kunsten efter Sokakus død i 1943. Tokimune underviste i, hvad han kaldte "Daitō-ryū Aikibudō" (大東流合気武道) - en kunst, der omfattede dels sværdteknikker fra Ono-ha Ittō-ryū, dels de traditionelle Daitō-ryū Aiki-jūjutsu-teknikker. Det var også under Tokimunes ledelse, at de moderne dan-grader blev indført og tildelt Daitō-ryū-elever. Takeda Tokimune døde i 1993 uden at efterlade sig en officiel efterfølger, men et par af hans højtstående studerende, som Kondo Katsuyuki (近藤 勝之 Kondō Katsuyuki, 1945–) og Shigemitsu Kato, er nu ledere af hver deres Daitō-ryū Aiki-jūjutsu-organisationer.

## Aiki-jūjutsu
Aiki-jūjutsu kan opdeles i tre stilarter: ju-jutsu (hårde teknikker), aiki-no-jutsu (bløde teknikker), og den kombinerede aiki-jujutsu (teknikker med både hårde og bløde islæt). Moderne japansk jujutsu og aikido stammer begge fra aiki-jujutsu, som lægger vægt på "en tidlig neutralisering af et angreb". Ligesom andre former for jujutsu lægger aiki-jujutsu vægt på kaste-teknikker og ledlåse som middel til effektivt at kontrollere eller kvæste en angriber. Af særlig betydning er timingen i en defensiv teknik, som enten smelter sammen med eller neutraliserer et angrebs virkning og vender kraften i angriberens bevægelse mod ham selv. Daitō-ryū er kendetegnet ved rigelig brug af atemi (slag mod vitale områder) for at skabe åbninger til ledlåse eller kast.
Nogle af kunstens slagteknikker anvender sving med udstrakte arme til at skabe kraft og til at slå fra uventede vinkler, hvilket f.eks. kan ses i teknikker såsom den atemi, der indleder gyaku ude-dori (omvendt albue-lås). Takeda Tokimune påpegede, at en af kunstens unikke egenskaber er tilbøjeligheden til at kontrollere en nedtaget angribers led med knæet, så man har hænderne fri til at gribe et våben eller til at håndtere eventuelle andre angribere.

## Grene
Aktuelt er der flere grupperinger, hvor der undervises i Daitō-ryū. Hver af dem fører deres stamtræ tilbage til Takeda Sokaku gennem én af hans fire vigtigste elever: Kōdō Horikawa (堀川 幸道 Horikawa Kōdō, 1894–1980), som grundlagde Horikawa-grenen; Yukiyoshi Sagawa (Sagawa Yukiyoshi, 1902–1998), som var ankermand for Sagawa-grenen; Takeda Tokimune, ophavsmand til Tokimune-grenen; og Takuma Hisa (久 琢磨 Hisa Takuma, 1895–1980), som udgjorde grundfjeldet for Hisa-grenen.

### Horikawa
Horikawa-grenen følger Daitō-ryū som fortolket og formidlet af Kōdō Horikawa.
Den omfatter flere organisationer, der alle tager udgangspunkt i Horikawas tilgang.
Kodokai (幸道会 Kōdōkai) blev dannet af en gruppe af Horikawas elever, hvis fokus på og fordybelse i aiki-elementer tydeligt afspejler deres læremesters måde at bevæge sig på. Kōdōkai har hovedkvarter på Hokkaidō og ledes af Yusuke Inoue (Inoue Yasuke, født 1932). Inoues far var, ligesom Inoues læremester Horikawa, direkte elev af Takeda Sokaku. Inoue fik sin fulde lærerlicens (Menkyo Kaiden) gennem Horikawas testamente.
To betydningsfulde undervisere forlod Kōdōkai for at grundlægge deres egne traditioner. Den første var Seigō Okamoto (岡本 正剛 Okamoto Seigō, 1925-2015), som grundlagde Daito-ryu Aikijujutsu Roppokai (大東流合気柔術六方会 Daitō-ryū Aiki-jūjutsu Roppōkai). Hans tilgang til og fokus på aiki og kast baseret på små bevægelser har vundet en del udbredelse, og de forskellige organisationer, der opstod i kølvandet på opløsningen af Roppōkai efter Okamotos død, har vundet stor udbredelse i udlandet, især i USA og Europa. Okamotos første shibu uden for Japan lå i Danmark, og ikke mindst her i landet ses flere organisationer, der viderefører Okamotos lære, primært Ougi-no-kai ((大東流合気柔術奥義之会 Daitō-ryū Aiki-jūjutsu Ōgi-no-kai).
Den næste organisation uden for Roppokai blev etableret af Katsumi Yonezawa (米沢 克巳 Yonezawa Katsumi, 1937–1998) under navnet Bokuyōkan (牧羊館) (牧羊館). Tidligt i 1970erne, mens Yonezawa stadig var en af de mere erfarne instruktører i Kodokai, var han den første, der bragte Daitō-ryū Aiki-jūjutsu til USA og Canada. Bokuyōkan ledes nu af hans søn Hiromitsu Yonezawa (Yonezawa Hiromitsu) og har hovedkvarter på Hokkaidō, med adskillige shibu i USA og en dojo i Tyskland.

### Sagawa
Den sidste hovedgruppe består af elever af Yukiyoshi Sagawa (佐川 幸義, Sagawa Yukiyoshi, 1902–1998), som engang var nummer to i arvefølgen efter Takeda Sokaku (efter Tokimune, i tilfælde af at denne skulle omkomme under Anden Verdenskrig, hvilket som bekendt ikke blev tilfældet).[kilde mangler] Sagawa drev kun én dojo og havde en relativt lille gruppe elever. Han begyndte at træne Daitō-ryū under Takeda Sokaku i 1914 efter at have lært kunstens grundtræk af sin far, Sagawa Nenokichi (1867–1950), som også var elev af Sokaku og var blevet tildelt Kyōju Dairi (lærerlicens) i systemet. Selvom mange anså den Yukiyoshi Sagawa for at være en af Sokakus dygtigste elever, modtog han ganske vist kyoju dairi i 1932, men blev aldrig tildelt menkyo kaiden (mesterlicens i det komplette system), idet Takeda på det tidspunkt simpelthen ikke udstedte menkyo kaiden til nogen (hvilket også anses for at være grunden til, at Morihei Ueshiba, aikidos grundlægger, heller aldrig modtog menkyo kaiden). Sagawa var ofte Takedas hjælpelærer og ledsagede ham på mange rejser rundt i Japan for at formidle Daito-ryu. Sagawa forfinede kunsten at anvende aiki og sagdes at have været en imponerende udøver indtil meget sent i livet. I kølvandet på den populære bog Transparent Power blev der lavet en artikelserie om ham i Aiki News-tidsskriftet kort før hans død i 1998.
Tatsuo Kimura (木村 達雄 Kimura Tatsuo, født 1947), professor emeritus i matematik ved Tsukuba Universitet og en af Sagawas mest erfarne elever, forestod en lille aiki-jūjutsu-træningsgruppe ved denne institution. Han gik på pension i juni 2013 og underviser ikke længere offentligt i Daito Ryu, men har stadig en lille gruppe elever på privat basis. Han har skrevet to bøger om sin træning under Sagawa: Transparent Power og Discovering Aiki.

### Tokimune
Tokimune-grenen tager udgangspunkt i kunsten, som den blev formidlet af Tokimune Takeda, søn af Takeda Sokaku og den officielle arving, efter at Sokaku var gået bort. Da Tokimune døde, havde han som nævnt ikke udpeget en efterfølger; derfor er der to grupperinger, der viderefører hans lære.
Den første gruppe ledes af Katsuyuki Kondō, som begyndte sin træning under Tsunejiro Hosono og fortsatte under Kōtarō Yoshida (吉田 幸太郎 Yoshida Kōtarō, 1883–1966) i nogen tid, før han blev præsenteret for Tokimune. Som følge af de avancerede lærerlicenser, Kondō havde fået af Tokimune, betragter hans elever hans linje som Daitō-ryūs "hovedlinje".
Kondō har arbejdet for at udbrede kunstens synlighed ved at afholde seminarer både i Tokyo og i udlandet, især i Europa og i USA. I de senere år er der opstået fire shibu (underafdelinger) i Europa, som ledes af fire af  Kondōs elever, som har opnået 3. dan - den grad, der berettiger en gruppe til shibu-status: Alex Muracchini og Luca Canovi fra Italien, Niels van Willigen fra Holland og Jevgenij Bodrenko fra Rusland. I USA findes der også flere shibu-dojoer, så som Derek Steels i Philadelphia, Mark Sumis i Los Angeles og José Garridos i New York. Herudover findes flere træningsgrupper.
Den anden gruppe i Tokimune-grenen ledes af Shigemitsu Kato og Gumpachi Arisawa, som i mange år var først elever, siden instruktører i Tokimunes oprindelige Daitokan-hovedkvarter på Hokkaidō. Denne organisation bærer navnet Nihon Daito Ryu Aikibudo Daito Kai (日本大東流合気武道大東会 Nihon Daitō-ryū Aikibudō Daitō Kai). Der er tale om en mindre organisation, der primært omfatter Hokkaidō, men også har stærke forbindelser til grupper i Europa (især Italien), USA og Brasilien.

### Hisa
Den anden hovedgren af Daitō-ryū udgøres af Takuma Hisas elever. De dannede sammen et forbund, som fik navnet Takumakai (琢磨会). De råder over et skatkammer af film og fotografier, som blev optaget i Asahi-avisens dojo for med det samme at sikre de Daitō-ryū-teknikker, som først Morihei Ueshiba og siden Takeda Sokaku selv lærte dem, for eftertiden. En af deres centrale tekniksamlinger - et ellevebindsværk, som bærer navnet Sōden - indeholder teknikker, som de lærte fra begge mestre.
Takumakai udgør den næststørste aiki-jūjutsu-organisation. Den nuværende præsident er Mori Hakaru, som i sin funktion også kan trække på ærespræsidenten Chiba Tsugutaka og den daglige adminstrator Kobayashi Kiyohiro. Chiba Tsugutaka, som var ophavsmand til organisationsnavnet "Takumakai", trænede også gennem længere tid i Daito-kan på Hokkaido under Takeda Tokimune.
Under ledelse af Shogen Okabayashi (Okabayashi Shogen, født 1949), som den aldrende Hisa sendte ud for at træne under kunstens sidste formelle leder - Tokimune - bevægede Takumakai sig i 1980erne mod en implementering af de træningsmetoder for at lære Daitō-ryūs basis, som Tokimune Takeda havde udviklet. Denne drejning mødte modstand hos flere, som fastholdt Hisas oprindelige tilgang, og som endte med at danne en ny organisation med navnet Daibukan, under ledelse af en af Hisas ældste elever, Kenkichi Ohgami (Ōgami Kenkichi, født1936). Idet Okabayashi senere ønskede at gennemføre yderligere reformer af pensum, valgte han selv at forlade Takumakai og danne en ny organisation - Hakuho-ryū.

## Klassifikationen af teknikkerne
Daitō-ryū-teknikker indeholder både jujutsu- og aiki-jūjutsu-former. Teknikkerne er grupperet i specifikke sektioner, som trænes i en bestemt rækkefølge. Med andre ord går en elev ikke videre til den næste sektion, før han har mestret den igangværende. Når man har gennemført en sektion, bliver man overrakt et certifikat eller en skriftrulle, som opregner alle de teknikker, der er omfattet af den givne sektion. Disse certifikater eller skriftruller udgør de trin, hvormed man måler fremskridt inden for systemet, og denne fremgangsmåde var almindelig inden for klassisk japansk kampkunst, før man indførte det moderne system med bælter og grader.
Den første sektion i systemet - shoden waza - er ikke uden aiki-elementer, men hovedvægten ligger her på de mere direkte tilgængelige jujutsu-teknikker, som handler om at kontrollere kroppens led. Den næste sektion - aiki-no-jutsu - lægger vægt på anvendelsen af modstanderens bevægelse eller hensigt (!) til at undertvinge ham - som regel med et kast eller et holdegreb. I det følgende ses en liste over sektionernes navne og antallet af indeholdte teknikker ifølge Tokimune-grenens system:
| Sektionens navn | Antal teknikker                                         |     |
| --------------- | ------------------------------------------------------- | --- |
| 1               | Det hemmelige Pensum (秘伝目録 Hiden Mokuroku)          | 118 |
| 2               | Koordinationens Teknologi (合気之術 Aiki-no-jutsu)      | 53  |
| 3               | De indre Mysterier (秘伝奥義 Hiden Ōgi)                 | 36  |
| 4               | Selvforsvars-teknik-sættet (護身用の手 Goshin'yō-no-te) | 84  |
| 5               | Redegørelse for Arven (解釈相伝 Kaishaku Sōden)         | 477 |
| 6               | Den fuldbragte bemestrings Licens (Menkyo Kaiden)       | 88  |

Officielt siges Daitō-ryū at indeholde tusinder af teknikker, hver opdelt i omote og ura-versioner ('front' og 'bagside'), men mange af dem kan ses som variationer over kerneteknikkerne.
Udover det nævnte uddelte både Sokaku og Tokimune skriftruller, der omfattede specifikke portioner af det samlede pensum - såsom teknikker, der relaterer sig til det lange og det korte sværd.
Til denne liste føjer man i Takumakai en gruppe to-sværds-teknikker: "Daito-ryu Aiki Nito-ryu Hiden". 

## Senere indflydelse
Den store interesse i Daitō-ryū, der som skole dog har en del tilfælles med mange, mindre kendte, klassiske japanske jujutsu-skoler, skyldes med stor sandsynlighed Takeda Sokakus elev Morihei Ueshiba og den kampkunst, han udviklede - aikido. Aikido er internationalt udbredt og har nu over en million udøvere på verdensplan. Mange mennesker med interesse i aikido har fulgt sporene tilbage til denne kunsts modersystem - Daitō-ryū - hvilket har bragt denne kunst, som for få årtier siden var næsten ukendt, frem i rampelyset.

## Beslægtede kampkunstformer
Konceptet aiki er gammelt, og var kendt i andre af de klassiske japanske kampsystemer. Der findes nogle få andre jujutsu-stilarter, der anvender udtrykket aiki-jūjutsu, men der er ingen kilder, der anvender udtrykket før Meiji-æraen. En del moderne skoler, dannet på basis af aikido, benytter nu ordet som betegnelse for brugen af aikido-lignende teknikker med en mere offensiv tilgang.
Udover aikido er der indtil flere kampsystemer, som synes at have været under påvirkning af Daitō-ryū eller Takeda Sōkaku. Blandt dem kan f.eks. nævnes de følgende:
- Den koreanske kampkunst hapkido, grundlagt af Choi Yong-sool, som anfører at have trænet under Takeda Sokaku;[32] Choi har fortalt to versioner af dette - én i 1962, og en helt anden i 1982.

- Hakkō-ryū, grundlagt af Okuyama Yoshiharu, som trænede hos Takeda Sokaku.

- Shorinji Kempo, grundlagt af Nakano Michiomi (senere kendt som So Doshin), som vides at have trænet under Okuyama. * Visse karate-stilarter bruger også kast og ledlåse. Richard Kim trænede hos Kotaro Yoshida, en elev af Takeda, og indførte aiki-jujutsu-teknikker i sin karate-undervisning. Masutatsu Oyama, grundlægger af Kyokushinkai Karate, trænede også under Takeda i en periode.